# 平等镇
平等镇，是中华人民共和国广西壮族自治区桂林市龙胜各族自治县下辖的一个乡镇级行政单位。2014年由乡建制改为镇建制。

## 行政区划
平等镇下辖以下地区：
庖田村、广南村、平等村、龙坪村、半河村、新元村、固洞村、蒙洞村、寨枕村、平定村、硬州村、罗汉村、小江村、城田村、太坪村、平熬村、甲河村、琉璃村、东社村、昌背村和隆江村。